# 大野群右衛門
大野 群右衛門（おおの ぐんえもん）は、江戸時代前期の武士。赤穂藩浅野氏の家臣。大野知房の子。

## 生涯
赤穂藩家老・大野知房の嫡男として誕生。部屋住みの身ながら、大野家の家禄と別に米20石を支給されていた。
赤穂藩改易後に父・知房が藩内で孤立すると、元禄14年（1701年）4月12日に父とともに赤穂から逃亡した。幼い娘を置き去りにしての逃亡であったという。その後の消息は不明。伊藤東涯の書状によると、父・知房は「伴閑精」と称して京都の仁和寺の辺りに住んだと記されているが、群右衛門については触れられていない。
また、後年信濃松代藩藩主の真田信安に登用されるも、宝暦元年（1751年）に「田村騒動」と呼ばれる百姓一揆を起こし失脚した田村半右衛門が群右衛門だったともいわれている。
なお、浄瑠璃『仮名手本忠臣蔵』では、斧定九郎（おの さだくろう）として登場する。この『仮名手本忠臣蔵』での凶悪な人物像の影響により、『忠臣蔵』を題材にした時代劇では悪役として描かれることが多い。また名称も、これと史実の大野姓を混ぜて「大野定九郎」として登場することもある。